# Loboscia shayi
Loboscia shayi is een pissebed uit de familie Philosciidae. De wetenschappelijke naam van de soort is voor het eerst geldig gepubliceerd in 1998 door Schmidt.